# Matucana aurantiaca
Matucana aurantiaca är en kaktusväxtart som först beskrevs av Vaupel, och fick sitt nu gällande namn av Franz Buxbaum. Matucana aurantiaca ingår i släktet Matucana och familjen kaktusväxter.

## Underarter
Arten delas in i följande underarter:
- M. a. aurantiaca
- M. a. currundayensis
- M. a. fruticosa
- M. a. hastifera
- M. a. polzii